# Cricket internazionale nel 1894-1895
La stagione internazionale di cricket del 1894-1895 si è disputata dal settembre del 1894 a all'aprile del 1895. La stagione ha succeduto quella del 1893-1894 e preceduto quella del 1895

## Sommario
| Tour internazionali | Tour internazionali | Tour internazionali | Tour internazionali | Tour internazionali | Tour internazionali | Tour internazionali |
| Data                | Squadra di casa     | Squadra ospite      | Risultato [Partite] | Risultato [Partite] | Risultato [Partite] | Risultato [Partite] |
| Data                | Squadra di casa     | Squadra ospite      | Test                | ODI                 | FC                  | LA                  |
| ------------------- | ------------------- | ------------------- | ------------------- | ------------------- | ------------------- | ------------------- |
| 14 dicembre         | Australia           | Inghilterra         | 2–3 [5]             | —                   | —                   | —                   |
| 1 febbraio          | Nuova Zelanda       | Figi                | —                   | —                   | 0–0 [1]             | —                   |
| 30 marzo            | Giamaica            | Inghilterra         | —                   | —                   | 1–2 [3]             | —                   |

## Dicembre

### Inghilterra in Australia
| Test No: 42 | 14–20 dicembre          | Jack Blackham | Andrew Stoddart | Sydney Cricket Ground, Sydney       | Inghilterra di 10 runs             |
| Test No: 43 | 29 dicembre – 3 gennaio | George Giffen | Andrew Stoddart | Melbourne Cricket Ground, Melbourne | Inghilterra di 24 runs             |
| Test No: 44 | 11–15 gennaio           | George Giffen | Andrew Stoddart | Adelaide Oval, Adelaide             | Australia di 382 runs              |
| Test No: 45 | 1–4 febbraio            | George Giffen | Andrew Stoddart | Sydney Cricket Ground, Sydney       | Australia di un innings e 147 runs |
| Test No: 46 | 1–6 marzo               | George Giffen | Andrew Stoddart | Melbourne Cricket Ground, Melbourne | Inghilterra di 6 wickets           |